# Grand Prix (Festival de Cannes)
O Grand Prix é um dos prêmios do Festival de Cannes, no qual o júri escolhe o segundo melhor filme, o filme com mais originalidade. É o segundo prêmio mais importante, ficando atrás apenas da Palma de Ouro.
O premio inicialmente se chamava Grand Prix Spécial du Jury, quando em 1989 foi alterado apenas para Grand Prix du Jury. Seis anos mais tarde, em 1995, foi alterado novamente, dessa vez passando a se chamar apenas Grand Prix.
Além disso, o prêmio não deve ser confundido com o Grand Prix du Festival International du Film, o maior premio do festival que em 1975 foi descontinuado com o retorno da "Palma de Ouro (Palme d'Or)".

## Vencedores
| Ano                                     | Filme                                                         | Título Original                                               | Diretor(a)                                                    | País de produção                                              |
| Chamado de "Grand Prix Spécial du Jury" | Chamado de "Grand Prix Spécial du Jury"                       | Chamado de "Grand Prix Spécial du Jury"                       | Chamado de "Grand Prix Spécial du Jury"                       | Chamado de "Grand Prix Spécial du Jury"                       |
| Década de 1960                          | Década de 1960                                                | Década de 1960                                                | Década de 1960                                                | Década de 1960                                                |
| --------------------------------------- | ------------------------------------------------------------- | ------------------------------------------------------------- | ------------------------------------------------------------- | ------------------------------------------------------------- |
| 1967                                    | Estranho Acidente                                             | Accident                                                      | Joseph Losey                                                  | Reino Unido                                                   |
| 1967                                    | Skupljači perja                                               | Skupljači perja                                               | Aleksandar Petrović                                           | Iugoslávia                                                    |
| 1968                                    | Não houve festival devido aos acontecimentos de Maio de 1968. | Não houve festival devido aos acontecimentos de Maio de 1968. | Não houve festival devido aos acontecimentos de Maio de 1968. | Não houve festival devido aos acontecimentos de Maio de 1968. |
| 1969                                    | Ådalen 31                                                     | Ådalen 31                                                     | Bo Widerberg                                                  | Suécia                                                        |
| Década de 1970                          |                                                               |                                                               |                                                               |                                                               |
| 1970                                    | Investigação sobre um Cidadão Acima de Qualquer Suspeita      | Indagine su un cittadino al di sopra di ogni sospetto         | Elio Petri                                                    | Itália                                                        |
| 1971                                    | Johnny Vai à Guerra                                           | Johnny Got His Gun                                            | Dalton Trumbo                                                 | Estados Unidos                                                |
| 1971                                    | Procuran Insaciável                                           | Taking Off                                                    | Miloš Forman                                                  | Estados Unidos                                                |
| 1972                                    | Solaris                                                       | Солярис (Solyaris)                                            | Andrei Tarkovsky                                              | União Soviética                                               |
| 1973                                    | A Mãe e a Puta                                                | La Maman et la putain                                         | Jean Eustache                                                 | França                                                        |
| 1974                                    | As Mil e Uma Noites                                           | Il fiore delle Mille e una notte                              | Pier Paolo Pasolini                                           | Itália, França                                                |
| 1975                                    | O Enigma de Kaspar Hauser                                     | Jeder für sich und Gott gegen alle                            | Werner Herzog                                                 | Alemanha Ocidental                                            |
| 1976                                    | Cría Cuervos                                                  | Cría Cuervos                                                  | Carlos Saura                                                  | Espanha                                                       |
| 1976                                    | A Marquesa d'O                                                | Die Marquise von O...                                         | Éric Rohmer                                                   | França, Alemanha Ocidental                                    |
| 1978                                    | Ciao maschio                                                  | Ciao maschio                                                  | Marco Ferreri                                                 | Itália, França                                                |
| 1978                                    | Estranho Poder de Matar                                       | The Shout                                                     | Jerzy Skolimowski                                             | Reino Unido                                                   |
| 1979                                    | Сибириада (Sibiribada)                                        | Сибириада (Sibiribada)                                        | Andrei Konchalovsky                                           | União Soviética                                               |
| Década de 1980                          |                                                               |                                                               |                                                               |                                                               |
| 1980                                    | Meu Tio da América                                            | Mon oncle d'Amérique                                          | Alain Resnais                                                 | França                                                        |
| 1981                                    | Les Années lumière                                            | Les Années lumière                                            | Alain Tanner                                                  | França, Suíça                                                 |
| 1982                                    | A Noite de São Lourenço                                       | La Notte di San Lorenzo                                       | Paolo e Vittorio Taviani                                      | Itália                                                        |
| 1983                                    | Monty Python - O Sentido da Vida                              | Monty Python's The Meaning of Life                            | Terry Jones                                                   | Reino Unido                                                   |
| 1984                                    | Napló gyermekeimnek                                           | Napló gyermekeimnek                                           | Márta Mészáros                                                | Hungria                                                       |
| 1985                                    | Asas da Liberdade                                             | Birdy                                                         | Alan Parker                                                   | Estados Unidos                                                |
| 1986                                    | O Sacrifício                                                  | Offret                                                        | Andrei Tarkovsky                                              | Suécia, França, Reino Unido                                   |
| 1987                                    | Arrependimento Sem Perdão                                     | მონანიება (Monanieba)                                         | Tengiz Abuladze                                               | União Soviética                                               |
| 1988                                    | Um Mundo à Parte                                              | A World apart                                                 | Chris Menges                                                  | Reino Unido, Zimbábue                                         |
| Chamado de "Grand Prix du Jury"         |                                                               |                                                               |                                                               |                                                               |
| 1989                                    | Cinema Paradiso                                               | Nuovo Cinema Paradiso                                         | Giuseppe Tornatore                                            | Itália                                                        |
| 1989                                    | Linda Demais Para Você                                        | Trop belle pour toi                                           | Bertrand Blier                                                | França                                                        |
| Década de 1990                          |                                                               |                                                               |                                                               |                                                               |
| 1990                                    | O Ferrão da Morte                                             | 死の棘 (Shi no Toge)                                          | Kōhei Oguri                                                   | Japão                                                         |
| 1990                                    | Questão de Honra                                              | Tilaï                                                         | Idrissa Ouedraogo                                             | Burquina Fasso, Suíça, França, Alemaha, Reino Unido           |
| 1991                                    | A Bela Intrigante                                             | Le Belle Noiseuse                                             | Jacques Rivette                                               | França, Suíça                                                 |
| 1992                                    | O Ladrão de Crianças                                          | Il Ladro di bambini'                                          | Gianni Amelio                                                 | Itália                                                        |
| 1993                                    | Tão Longe, Tão Perto                                          | In weiter Ferne, so nah!                                      | Wim Wenders                                                   | Alemanha                                                      |
| 1994                                    | O Sol Enganador                                               | Утомлённые солнцем (Utomlionnie Solntsem)                     | Nikita Mikhalkov                                              | Russia, França                                                |
| 1994                                    | Tempo De Viver                                                | 活着 (Huó Zhe)                                                | Zhang Yimou                                                   | China                                                         |
| Chamado de "Grand Prix"                 |                                                               |                                                               |                                                               |                                                               |
| 1995                                    | Um Olhar a Cada Dia                                           | To Vlemma tou Odyssea                                         | Theo Angelopoulos                                             | Grécia                                                        |
| 1996                                    | Ondas do Destino                                              | Breaking the Waves                                            | Lars von Trier                                                | Dinamarca, Reino Unido                                        |
| 1997                                    | O Doce Amanhã                                                 | The Sweet Hereafter                                           | Atom Egoyan                                                   | Canadá                                                        |
| 1998                                    | A Vida É Bela                                                 | La vita è bella                                               | Roberto Benigni                                               | Itália                                                        |
| 1999                                    | A Humanidade                                                  | L'humanité                                                    | Bruno Dumont                                                  | França                                                        |
| Década de 2000                          |                                                               |                                                               |                                                               |                                                               |
| 2000                                    | 鬼子来了 (Guizi Lai Le)                                       | 鬼子来了 (Guizi Lai Le)                                       | Jiang Wen                                                     | China                                                         |
| 2001                                    | A Professora de Piano                                         | La Pianiste                                                   | Michael Haneke                                                | França, Áustria, Alemanha                                     |
| 2002                                    | O Homem Sem Passado                                           | Mies vailla menneisyyttä                                      | Aki Kaurismäki                                                | Finlândia                                                     |
| 2003                                    | Distante                                                      | Uzak                                                          | Nuri Bilge Ceylan                                             | Turquia                                                       |
| 2004                                    | Oldboy                                                        | 올드보이 (Oldeuboi)                                           | Park Chan-wook                                                | Coréia do Sul                                                 |
| 2005                                    | Flores Partidas                                               | Broken Flowers                                                | Jim Jarmusch                                                  | França, Estados Unidos                                        |
| 2006                                    | Flandres                                                      | Flandres                                                      | Bruno Dumont                                                  | França                                                        |
| 2007                                    | Floresta dos Lamentos                                         | 殯の森 (Mogari no Mori)                                       | Naomi Kawase                                                  | Japão                                                         |
| 2008                                    | Gomorra                                                       | Gomorra                                                       | Matteo Garrone                                                | Itália                                                        |
| 2009                                    | O Profeta                                                     | Un prophète                                                   | Jacques Audiard                                               | França                                                        |
| Década de 2010                          |                                                               |                                                               |                                                               |                                                               |
| 2010                                    | Homens e Deuses                                               | Des hommes et des dieux                                       | Xavier Beauvois                                               | França                                                        |
| 2011                                    | O Garoto De Bicicleta                                         | Le Gamin au vélo                                              | Luc e Jean-Pierre Dardenne                                    | Bélgica, França                                               |
| 2011                                    | Era Uma Vez na Anatolia                                       | Bir Zamanlar Anadolu'da                                       | Nuri Bilge Ceylan                                             | Turquia, Bósnia e Herzegovina                                 |
| 2012                                    | Reality - A Grande Ilusão                                     | Reality                                                       | Matteo Garrone                                                | Itália, França                                                |
| 2013                                    | Inside Llewyn Davis - Balada de um Homem Comum                | Inside Llewyn Davis                                           | Joel e Ethan Coen                                             | Estados Unidos, Reino Unido, França                           |
| 2014                                    | As Maravilhas                                                 | Le meraviglie                                                 | Alice Rohrwacher                                              | Itália, Alemanha, Suíça                                       |
| 2015                                    | O Filho de Saul                                               | Saul fia                                                      | László Nemes                                                  | Hungria                                                       |
| 2016                                    | É Apenas o Fim do Mundo                                       | Juste la fin du monde                                         | Xavier Dolan                                                  | Canadá, França                                                |
| 2017                                    | 120 Batimentos por Minuto                                     | 120 battements par minute                                     | Robin Campillo                                                | França                                                        |
| 2018                                    | Infiltrado na Klan                                            | BlacKkKlansman                                                | Spike Lee                                                     | Estados Unidos                                                |
| 2019                                    | Atlantics                                                     | Atlantique                                                    | Mati Diop                                                     | França, Senegal, Bélgica                                      |
| Década de 2020                          |                                                               |                                                               |                                                               |                                                               |
| 2020                                    | Premiação cancelada devido a Pandemia da COVID-19.            | Premiação cancelada devido a Pandemia da COVID-19.            | Premiação cancelada devido a Pandemia da COVID-19.            | Premiação cancelada devido a Pandemia da COVID-19.            |
| 2021                                    | Hytti nro 6 (Compartment No. 6)                               | Hytti nro 6 (Compartment No. 6)                               | Juho Kuosmanen                                                | Finlândia, Alemanha, Estônia, Russia                          |
| 2021                                    | Um Herói                                                      | (Ghahreman) قهرمان                                            | Asghar Farhadi                                                | Irã, França                                                   |
| 2022                                    | Close                                                         | Close                                                         | Lukas Dhont                                                   | Bélgica, Países Baixos, França                                |
| 2022                                    | Stars at Noon                                                 | Stars at Noon                                                 | Claire Denis                                                  | França                                                        |
| 2023                                    | Zona de Interesse                                             | The Zone of interest                                          | Jonathan Glazer                                               | Reino Unido, Polônia                                          |
| 2024                                    | Tudo Que Imaginamos Como Luz                                  | All We Imagine as Light                                       | Payal Kapadia                                                 | França, Índia, Holanda, Luxemburgo, Itália                    |
| 2025                                    | Sentimental Value                                             | Sentimental Value                                             | Joachim Trier                                                 | Noruega, França, Alemanha, Dinamarca, Suécia e Reino Unido    |

## Diretores mais premiados
Apenas os quatro cineastas a seguir já venceram o Grand Prix mais de uma vez:
| Número de vitórias | Diretor           | Nacionalidade   | Filmes                                           | Ref(s) |
| ------------------ | ----------------- | --------------- | ------------------------------------------------ | ------ |
| 2                  | Andrei Tarkovsky  | União Soviética | Solaris (1972), O Sacrifício (1986)              | [ 1 ]  |
| 2                  | Bruno Dumont      | França          | A Humanidade (1999), Flanders (2006)             | [ 2 ]  |
| 2                  | Nuri Bilge Ceylan | Turquia         | Distante (2003), Era Uma Vez na Anatolia (2011)  | [ 3 ]  |
| 2                  | Matteo Garrone    | Itália          | Gomorra (2008), Reality - A Grande Ilusão (2012) | [ 4 ]  |